# Newport (kommun i New York)
Newport är en kommun (town) i Herkimer County i delstaten New York, USA. Bykommunen Newport utgör en enklav och har ett visst kommunalt självstyre.